# Диффенбахов пастушок
Диффенбахов пастушок (лат. Hypotaenidia dieffenbachii) ( местное название мерики или мехорики) — вид исчезнувших нелетающих птиц из семейства пастушковых (Rallidae). Видовое название было дано в честь немецкого натуралиста Эрнста Диффенбаха (1811—1855).

## Описание
Обитал на Чатемских островах. Был открыт в 1843 году. Был несколько похож на полосатого пастушка. Длина тела 35 см. Клюв был кривой. Весил - 340 г. 
Откладывал яйца у поверхности земли из за неспособности летать 

## Питание
Питался морскими птицами, их яйцами и птенцами, насекомыми и рептилиями.

## Вымирание
Вымер к 1869 году из-за хищничества одичавших кошек и крыс. Но птиц наблюдали по неподтверждённым данным до 1873 года.